# Успалище
Успалище (бел. Усполішчы) — деревня в Щедринском сельсовете Жлобинского района Гомельской области Белоруссии.

## География
В 38 км на запад от Жлобина, 15 км от железнодорожной станции Красный Берег (на линии Жлобин — Бобруйск), 130 км от Гомеля.

## История
По письменным источникам известна с XIX века как застенок в Степовской волости Бобруйского уезда Минской губернии. В 1925 году в Степовском сельсовете Паричского района Бобруйского округа. В 1931 году организован колхоз «Новый быт». Во время Великой Отечественной войны 9 жителей погибли на фронте. Согласно переписи 1959 года в составе колхоза «Прогресс» (центр — деревня Степы).

## Население

### Численность
- 2004 год — 8 хозяйств, 11 жителей.
- 2009 год — 5 жителей.

### Динамика
- 1897 год — 24 двора, 132 жителя (согласно переписи).
- 1925 год — 38 дворов.
- 1959 год — 163 жителя (согласно переписи).
- 2004 год — 8 хозяйств, 11 жителей.
- 2009 год — 5 жителей.

## Транспортная сеть
Транспортные связи по просёлочной, а затем автомобильной дороге Бобруйск — Гомель. Планировка состоит из короткой, почти прямолинейной улицы, ориентированной с юго-востока на северо-запад и застроенной деревянными усадьбами.